# Список творів, заснованих на вебтунах
Вебту́н (кор. 웹툰, англ. Webtoon) — це вид вебкоміксів, який сформувався у Південній Кореї на початку 2000-х років. У той час адаптування вебтунів у інші види продукції формується на принципі OSMU, де одне джерело — вебтун використовується для створення багатьох адаптації. Адаптації вебтунів починаються з середини 2000-х років, тоді почали адаптувати популярні вебтуни в інші види продукції, проте адаптації не були досить успішними. Однак вже з середини 2010-х років адаптації за мотивами вебтунів стають успішними, наприклад, серіал «Місен: Неповноцінне життя», який заснований на вебтуні з такою же назвою від автора Юн Тхе Хо, став найуспішнішою адаптацією за мотивами вебтуну.

## Фільми
| Рік  | Назва твору                        | Назва вебтуну                    | Назва мовою оригіналу                                         | Автор вебтуну            |
| ---- | ---------------------------------- | -------------------------------- | ------------------------------------------------------------- | ------------------------ |
| 2006 | «Кв.»                              | «Квартира»                       | кор. 아파트                                                   | Кан Пхуль                |
| 2006 | «Тасепхоські неслухняні дівчата»   | «Тасепхоські неслухняні дівчата» | кор. 다세포 소녀                                              | B Клас Таль Ґун          |
| 2008 | «Привіт, ученице!»                 | «Романтичний комікс»             | кор. 순정만화                                                 | Кан Пхуль                |
| 2008 | «Пабо»                             | «Дурень»                         | кор. 바보                                                     | Кан Пхуль                |
| 2010 | «Мох»                              | «Мох»                            | кор. 이끼                                                     | Юн Тхе Хо                |
| 2011 | «Біль»                             | «Біль»                           | кор. 통증                                                     | Кан Пхуль                |
| 2011 | «Пізнє квітнення»                  | «Кохаю тебе»                     | кор. 그대를 사랑합니다                                        | Кан Пхуль                |
| 2012 | «Сусід»                            | «Сусід»                          | кор. 이웃사람                                                 | Кан Пхуль                |
| 2012 | «26 років»                         | «26 років»                       | кор. 26 년                                                    | Кан Пхуль                |
| 2013 | «П'ять»                            | «П'ять сердець»                  | кор. 더 파이브                                                | Чон Йон Сік              |
| 2013 | «Кулаки легенди»                   | «Кулаки легенди»                 | кор. 전설의 주막                                              | Лі Чон Ґю                |
| 2013 | «Таємно, велично»                  | «Таємно, велично»                | кор. 은밀하게 위대하게                                        | Hun                      |
| 2014 | «Король моди»                      | «Король моди»                    | кор. 패션왕                                                   | Kian84                   |
| 2015 | «Всередині чоловіків»              | «Всередині чоловіків»            | кор. 내부자들                                                 | Юн Тхе Хо                |
| 2017 | «ReLIFE»                           | «ReLIFE»                         | яп. リライフ                                                  | Яйой Со                  |
| 2017 | «Погоня»                           | «Останній ковбой Арідону»        | Фільм: кор. 반드시 잡는다 Вебтун: кор. 아리동 라스트 카우보이 | Чепхіґару                |
| 2017 | «Разом із богами: Два світи»       | «Разом із богами»                | Фільм: кор. 신과함께: 죄와 벌 Вебтун: кор. 신과함께           | Чу Хо Мін                |
| 2017 | «Сталевий дощ»                     | «Сталевий дощ»                   | кор. 강철비                                                   | Ян У Сок                 |
| 2018 | «Сир у мишоловці»                  | «Сир у мишоловці»                | кор. 치즈 인 더 트랩                                          | Сунккі                   |
| 2018 | «Разом із богами: Останні 49 днів» | «Разом із богами»                | Фільм: кор. 신과함께-인과 연 Вебтун: кор. 신과함께            | Чу Хо Мін                |
| 2019 | «Eggnoid»                          | «Eggnoid»                        | англ. Eggnoid                                                 | Archie the Redcat        |
| 2020 | «Вода краси»                       | «Історії незвичайного»           | кор. 기기괴괴: 성형수                                         | О Сон Де                 |
| 2022 | «Любов на прив’язі»                | «Моральний сенс»                 | кор. 모럴센스                                                 | Кьоуль (дослівно — Зима) |

## Серіали
| Рік  | Назва твору                            | Назва вебтуну                                  | Назва мовою оригіналу                                                       | Автор вебтуну                                  |
| ---- | -------------------------------------- | ---------------------------------------------- | --------------------------------------------------------------------------- | ---------------------------------------------- |
| 2007 | «Великий Кетсбі»                       | «Великий Кетсбі»                               | кор. 위대한 캣츠비                                                          | Кан Доха                                       |
| 2010 | «Одружись зі мною, Ме Рі»              | «Ме Рі, де ти була всю ніч»                    | кор. 매리는 외박중                                                          | Вон Су Йон                                     |
| 2010 | «Останній ковбой Арідону»              | «Останній ковбой Арідону»                      | кор. 아리동 라스트 카우보이                                                 | Чепхіґару                                      |
| 2012 | «Весільна маска»                       | «Весільна маска»                               | кор. 각시탈                                                                 | Хо Йон Ман                                     |
| 2014 | «Доктор Фрост»                         | «Доктор Фрост»                                 | кор. 닥터 프로스트                                                          | Лі Чон Бом                                     |
| 2014 | «Місен: Неповноцінне життя»            | «Місен»                                        | кор. 미생                                                                   | Юн Тхе Хо                                      |
| 2015 | «Дівчина, яка бачить запах»            | «Дівчина, яка бачить запах»                    | кор. 냄새를 보는 소녀                                                       | Ман Чхві (Со Су Ґьон)                          |
| 2015 | «Апельсиновий мармелад»                | «Апельсиновий мармелад»                        | кор. 오렌지 마말레이드                                                      | Сок У                                          |
| 2015 | «Сонґот: Проколювач»                   | «Шило»                                         | кор. 송곳                                                                   | Чхве Кю Сок                                    |
| 2015 | «Кохання Хоґу»                         | «Кохання Хоґу»                                 | кор. 호구의 사랑                                                            | Ю Хьон Сук                                     |
| 2015 | «Хайд Джікіль, Я»                      | «Доктор Джікіль є паном Хайдом»                | - Серіал: кор. 하이드 지킬, 나 - Вебтун: кор. 지킬박사는 하이드씨           | Лі Чхун Хо                                     |
| 2015 | «Уявна кішка»                          | «Уявна кішка»                                  | кор. 상상고양이                                                             | Кім Ґьон                                       |
| 2016 | «Надія: Кітай Зеро но Шінню Шяін»      | «Місен»                                        | - Серіал: яп. HOPE〜期待ゼロの新入社員〜 - Вебтун: кор. 미생                | Юн Тхе Хо                                      |
| 2016 | «Сир у мишоловці»                      | «Сир у мишоловці»                              | кор. 치즈 인 더 트랩                                                        | Сунккі                                         |
| 2016 | «Роман на удачу»                       | «Роман на удачу»                               | кор. 운빨로맨스                                                             | Кім Таль Нім                                   |
| 2016 | «Привиде, нападай»                     | «Привиде, нападай»                             | кор. 싸우자 귀신아                                                          | Ім Ін Су (Ім Ман Соп)                          |
| 2016 | «Милий незнайомець і я»                | «Чоловік живе в нашому будинку»                | кор. 우리집에 사는 남자                                                     | Ю Хьон Сук                                     |
| 2017 | «Звуки твого серця»                    | «Звуки твого серця»                            | кор. 마음의 소리                                                            | Чо Сок                                         |
| 2017 | «Порятуй мене»                         | «За межами світу»                              | - Серіал: кор. 구해줘 - Вебтун: кор. 세상 밖으로                            | Чо Ким Сан                                     |
| 2017 | «Пара зізнань»                         | «Зроби ще один раз»                            | - Серіал: кор. 고백부부 - Вебтун: кор. 한번 더 해요                         | Хон Син Пхьо (Мітхі) і Кім Хє Йон (Куґу)       |
| 2017 | «Соціальний клуб месників»             | «Соціальний клуб месників Пуамдону»            | - Серіал: кор. 부암동 복수자들 - Вебтун: кор. 부암동 복수자 소셜클럽        | Саджатхоккі                                    |
| 2018 | «Навіть якщо помреш, то буде добре»    | «Навіть якщо помреш, то буде добре»            | кор. 죽어도 좋아                                                            | Золота ківі пташка                             |
| 2018 | «Що не так з секретарем Кім»           | «Що коїться, помічнице Кім»                    | кор. 김비서가 왜 그럴까                                                     | Чон Кьон Юн                                    |
| 2018 | «Каннамська краса»                     | «Моє ID є Каннамська краса»                    | кор. 내 아이디는 강남미인                                                   | Кі Мен Ґі                                      |
| 2018 | «Твій помічник по дому»                | «Твій помічник по дому»                        | кор. 당신의 하우스헬퍼                                                      | Син Чон Йон                                    |
| 2018 | «Пристрасне прибирання!!»              | «Спершу пристрасно прибири!!»                  | кор. 일단 뜨겁게 청소하라!!                                                 | Енґо                                           |
| 2018 | «Звуки твого серця — Перезавантаження» | «Звуки твого серця»                            | - Серіал: кор. 마음의 소리: Reboot - Вебтун: кор. 마음의 소리               | Чо Сок                                         |
| 2018 | «Казка про фею»                        | «Казка про кєрьонську фею»                     | кор. 계룡선녀전                                                             | Толь Бе                                        |
| 2019 | «Річ»                                  | «Річ»                                          | кор. 아이템                                                                 | Кім Чон Сок і Мін Хьон                         |
| 2019 | «Її приватне життя»                    | «Нуна фан крапка ком — Її приватне життя»      | - Серіал: кор. 그녀의 사생활 - Вебтун: кор. 누나팬닷컴(부제: 그녀의 사생활) | Кім Сон Йон                                    |
| 2019 | «Детектор кохання»                     | «Детектор кохання»                             | кор. 좋아하면 울리는                                                        | Чхон Кє Йон                                    |
| 2019 | «Незнайомці з пекла»                   | «Незнайомці з пекла»                           | кор. 타인은 지옥이다                                                        | Кім Юн Кхі                                     |
| 2019 | «Ринок Пегас»                          | «Дешевий ринок Чхолліма»                       | кор. 쌉니다 천리마마트                                                      | Кім Кю Сан                                     |
| 2019 | «Надзвичайна ти»                       | «Липень, що знайдено випадково»                | - Серіал: кор. 어쩌다 발견한 하루 - Вебтун: кор. 어쩌다 발견한 7월          | Мурю                                           |
| 2019 | «Легенда про Нокту»                    | «Чосонська історія кохання: Легенда про Нокду» | - Серіал: кор. 조선로코 — 녹두전 - Вебтун: кор. 조선열애뎐 — 녹두전         | Хє Чін Ян                                      |
| 2020 | «Ітхевон клас»                         | «Ітхевон клас»                                 | кор. 이태원 클라쓰                                                          | Кван Джін                                      |
| 2020 | «Меморист»                             | «Меморист»                                     | кор. 메모리스트                                                             | Че Ху                                          |
| 2020 | «Ласкаво просимо»                      | «Ласкаво просимо»                              | кор. 어서와                                                                 | Ку А Ра                                        |
| 2020 | «Руґаль»                               | «Руґаль»                                       | кор. 루갈                                                                   | Rel.mae                                        |
| 2020 | «Як купити друга»                      | «Контракт на дружбу»                           | кор. 계약우정                                                               | Laad Kwon                                      |
| 2020 | «Загадковий бар»                       | «Загадковий бар»                               | кор. 쌍갑포차                                                               | Пе Хє Су                                       |
| 2020 | «Товариш по вечері»                    | «Чи не хотіли б ви повечеряти разом?»          | кор. 저녁 같이 드실래요?                                                    | Пак Сі Ін                                      |
| 2020 | «Цілодобовий магазин Сет Бьоль»        | «Цілодобовий магазин Сет Бьоль»                | кор. 편의점 샛별이                                                          | Хвальхвасан та Кимсаґон                        |
| 2020 | «Аманза»                               | «Аманза»                                       | кор. 아만자                                                                 | Кім По Тхон                                    |
| 2020 | «Ні, дякую»                            | «Мьонираґі»                                    | кор. 며느라기                                                               | Су Сін Джі                                     |
| 2020 | «Справжня краса»                       | «Справжня краса»                               | кор. 여신강림                                                               | Яонї                                           |
| 2020 | «Милий дім»                            | «Милий дім»                                    | кор. 스위트홈                                                               | - Автор: Кім Канбі - Ілюстратор: Хван Йон Чхан |
| 2020 | «Феноменальні чутки»                   | «Феноменальні чутки»                           | кор. 경이로운 소문                                                          | Чан І                                          |
| 2021 | «Як бути тридцятилітнім»               | «Народжений у 1985»                            | - Серіал: кор. 아직 낫서른 - Вебтун: кор. 85년생                            | Хє Вон                                         |
| 2021 | «Таксист»                              | «Зразкове таксі»                               | кор. 모범택시                                                               | Карлос та Лі Чеджі                             |
| 2021 | «Імітація»                             | «Імітація»                                     | кор. 이미테이션                                                             | Пак Кьон Ран                                   |
| 2021 | «Усі ми мертві»                        | «Зараз у нашій школі»                          | кор. 지금 우리 학교는                                                       | Чу Тон Ґин                                     |
| 2021 | «Поклик пекла»                         | «Поклик пекла»                                 | кор. 지옥                                                                   | Йон Сан Хо                                     |
| 2021 | «Погоня за дезертирами»                | «D.P: Дні собаки»                              | - Серіал: кор. D.P. - Вебтун: кор. D.P 개의 날                              | Кім По Тхон                                    |
| 2021 | «Навіллера»                            | «Навіллера»                                    | кор. 나빌레라                                                               | Хун та Чі Мін                                  |
| 2021 | «Мій сусід — куміхо»                   | «Мій сусід — куміхо»                           | кор. 간 떨어지는 동거                                                       | На                                             |
| 2021 | «І все-таки»                           | «І все-таки»                                   | кор. 알고있지만,                                                            | Чон Со                                         |
| 2021 | «Клітини мозку Юмі»                    | «Клітини мозку Юмі»                            | кор. 유미의 세포들                                                          | Лі Тон Ґон                                     |
| 2022 | «Ділова пропозиція»                    | «Ділова пропозиція»                            | кор. 사내맞선                                                               | Тилькке, Narak та Хехва                        |
| 2023 | «Чосонський адвокат»                   | «Чосонський адвокат»                           | кор. 조선변호사                                                             | - Автор: Чон Хо Рак - Ілюстратор: Сім Че Йон   |
| 2023 | «Лицар у чорному»                      | «Лицар у чорному»                              | кор. 택배기사                                                               | Лі Юн Ґюн                                      |
| 2023 | «Побачимось у моєму 19-му житті»       | «Побачимось у моєму 19-му житті»               | кор. 이번 생도 잘 부탁해                                                    | Лі Хє                                          |

## Ігри
| Рік  | Назва твору                               | Назва вебтуну                                    | Назва мовою оригіналу            | Назва мовою оригіналу  | Автор вебтуну |
| Рік  | Назва твору                               | Назва вебтуну                                    | Гра                              | Вебтун                 | Автор вебтуну |
| ---- | ----------------------------------------- | ------------------------------------------------ | -------------------------------- | ---------------------- | ------------- |
| 2013 | «Вежа бога»                               | «Вежа бога»                                      | кор. 신의 탑                     | кор. 신의 탑           | S.I.U.        |
| 2015 | «Бог старшої школи»                       | «Бог старшої школи»                              | кор. 갓 오브 하이 스쿨           | кор. 갓 오브 하이 스쿨 | Пак Йон Дже   |
| 2016 | «Звуки твого серця»                       | «Звуки твого серця»                              | кор. 마음의소리                  | кор. 마음의소리        | Чо Сок        |
| 2016 | «Тенма разом із Naver Webtoon»            | «Тенма»                                          | кор. 덴마 위드 네이버 웹툰       | кор. 덴마              | Ян Йон Сун    |
| 2017 | «Дворянство разом із Naver Webtoon»       | «Дворянство»                                     | кор. 노블레스 위드 네이버 웹툰   | кор. 노블레스          | Сон Дже Хо    |
| 2019 | «Тенсінма разом із Naver Webtoon»         | «Тенма»                                          | кор. 덴신마 위드 네이버 웹툰     | кор. 덴마              | Ян Йон Сун    |
| 2019 | «Тенсінма разом із Naver Webtoon»         | «Сіндорім»                                       | кор. 덴신마 위드 네이버 웹툰     | кор. 신도림            | О Се Хьон     |
| 2019 | «Тенсінма разом із Naver Webtoon»         | «Я учень середньої школи, що стає Лордом демонів | кор. 덴신마 위드 네이버 웹툰     | кор. 마왕이 되는 중2야 | 38            |
| 2019 | «Gaus Electronics разом із Naver Webtoon» | «Gaus Electronics»                               | кор. 가우스전자 위드 네이버 웹툰 | кор. 가우스전자        | Квак Пек Су   |

## Мультфільми
| Рік  | Назва твору                             | Назва вебтуну                           | Назва мовою оригіналу                                                    | Автор вебтуну                                 |
| ---- | --------------------------------------- | --------------------------------------- | ------------------------------------------------------------------------ | --------------------------------------------- |
| 2011 | «Історія Міхо»                          | «Історія Міхо»                          | кор. 미호이야기                                                          | Хє Чін Ян                                     |
| 2012 | «Ласкаво просимо до крамниці зручності» | «Ласкаво просимо до крамниці зручності» | кор. 와라! 편의점                                                        | Чі Кан Мін                                    |
| 2013 | «Прості роздуми про тип крові»          | «Прості роздуми про тип крові»          | кор. 혈액형에 관한 간단한 고찰                                           | Real Crazy Man                                |
| 2014 | «Не відпускай ментальну мотузку»        | «Не відпускай ментальну мотузку»        | кор. 놓지마 정신줄                                                       | - Автор: Сін Тхе Хун - Ілюстратор: На Син Хун |
| 2015 | «Дворянство»                            | «Дворянство»                            | - Назва твору: кор. 노블레스: 파멸의 시작 - Назва вебтуну: кор. 노블레스 | Сон Дже Хо                                    |
| 2016 | «ReLIFE»                                | «ReLIFE»                                | яп. リライフ                                                             | Яйой Со                                       |
| 2016 | «Нанбака»                               | «Нанбака»                               | яп. ナンバカ                                                             | Шьо Футамата                                  |
| 2017 | «Відновлення MMO-залежного»             | «Відновлення MMO-залежного»             | яп. ネト充のススメ                                                       | Рін Кокуйо                                    |
| 2018 | «Як утримувати мумію»                   | «Як утримувати мумію»                   | яп. ミイラの飼い方                                                       | Какеро Уцуґі                                  |
| 2020 | «Бог старшої школи»                     | «Бог старшої школи»                     | кор. 갓 오브 하이 스쿨                                                   | Пак Йон Дже                                   |
| 2020 | «Вежа бога»                             | «Вежа бога»                             | кор. 신의 탑                                                             | S.I.U.                                        |
| 2020 | «Дворянство»                            | «Дворянство»                            | кор. 노블레스                                                            | Сон Дже Хо                                    |

## Театр
| Рік  | Назва твору          | Назва вебтуну        | Назва мовою оригіналу | Автор вебтуну |
| ---- | -------------------- | -------------------- | --------------------- | ------------- |
| 2007 | «Великий Кетсбі»     | «Великий Кетсбі»     | кор. 위대한 캣츠비    | Кан Доха      |
| Н/Д  | «Дурень»             | «Дурень»             | кор. 바보)            | Кан Пхуля     |
| Н/Д  | «Романтичний комікс» | «Романтичний комікс» | кор. 순정만화         | Кан Пхуля     |

## Бренд/Товари
| Рік | Назва вебтуну                           | Назва мовою оригіналу       | Автор вебтуну |
| --- | --------------------------------------- | --------------------------- | ------------- |
| Н/Д | «Морський блюз»                         | кор. 마린블루스             | Чон Чхоль Йон |
| Н/Д | «Ласкаво просимо до крамниці зручності» | кор. 와라! 편의점           | Чі Кан Мін    |
| Н/Д | «Монстр носків»                         | кор. 양말 도깨비            | Ман Муль Сан  |
| Н/Д | «Вчора, сьогодні і завтра»              | кор. 어제, 오늘 그리고 내일 | Пек Ту Бу     |

## ONA
| Рік  | Назва твору                   | Назва вебтуну                 | Назва мовою оригіналу                                                  | Автор вебтуну |
| ---- | ----------------------------- | ----------------------------- | ---------------------------------------------------------------------- | ------------- |
| 2015 | «Момокурі»                    | «Момокурі»                    | яп. ももくり                                                           | Куросе        |
| 2016 | «Дворянство: Пробудження»     | «Дворянство»                  | - Назва твору: кор. 노블레스: Awakening - Назва вебтуну: кор. 노블레스 | Сон Дже Хо    |
| 2018 | «Звуки твого серця»           | «Звуки твого серця»           | кор. 마음의소리                                                        | Чо Сок        |
| 2019 | «Історії незвичайного»        | «Історії незвичайного»        | кор. 기기괴괴                                                          | О Сон Де      |
| 2019 | «Мій великий хлопець-ботанік» | «Мій великий хлопець-ботанік» | англ. My Giant Nerd Boyfriend                                          | fishball      |
| 2019 | «Пограймо»                    | «Пограймо»                    | англ. Let's Play                                                       | Mongie        |

## Виноски
1. 1 2 3 4 5 6  Назва твору мовою оригіналу відповідає назві вебтуну мовою оригіналу, якщо іншого не зазначено.
2. ↑  Перекладається як «День, що знайдено випадково».
3. ↑  Перекладається як «Чосонська романтична комедія: Легенда про Нокту».